# Phantomlicht

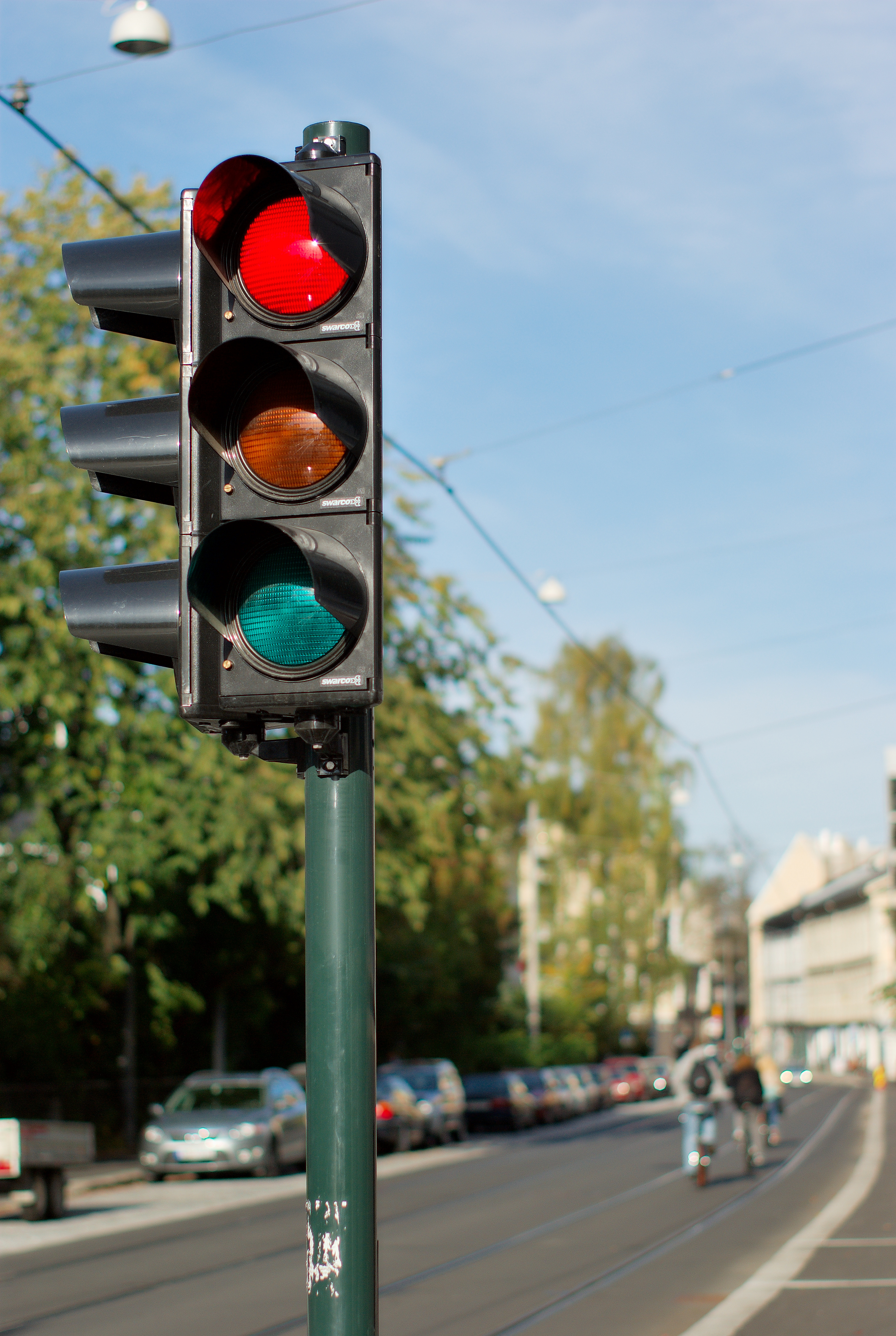
Aufgrund von Sonneneinstrahlung leuchten scheinbar alle Signalfarben

Phantomlicht oder Phantomleuchten ist ein Effekt in der Lichttechnik, der auftritt, wenn ein Lichtsignal von einer externen Leuchtquelle (in der Regel Sonnenlicht) angestrahlt wird und so den Anschein erweckt, als würde das Signal aufleuchten, obwohl dies tatsächlich nicht der Fall ist. Dem Betrachter wird mit dieser Fehlanzeige eine ungewollte Signalbedeutung vermittelt.
Insbesondere im Straßen- und Schienenverkehr stellt die Fehlanzeige von Lichtsignalen ein erhebliches Gefahrenpotential dar. Aus diesem Grund werden verschiedene Maßnahmen ergriffen, um Phantomlicht zu verhindern oder zumindest wirksam zu reduzieren.

## Entstehung
Das Auftreten von Phantomlicht kann auf unterschiedliche Weise hervorgerufen werden: 
1. Die Sonnenstrahlen treffen auf die Scheibe des Lichtsignals und werden von dort direkt zurückgeworfen. Der Betrachter erkennt damit ein leichtes Aufleuchten der Scheibenoberfläche.
2. Die Sonnenstrahlen treffen im Inneren der Signalkammer auf den Reflektor und sammeln sich dort im Brennpunkt. Anschließend werden sie reflektiert und an den Betrachter zurückgeworfen. In diesem Fall sieht es so aus, als wäre das Leuchtmittel eingeschaltet.
3. Die Sonnenstrahlen treffen direkt auf den Reflektor in der Signalkammer und werden von ihm direkt zum Betrachter zurückgeworfen.

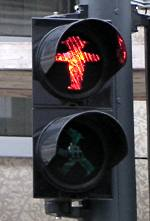
Abschirmblenden vermindern Phantomlicht
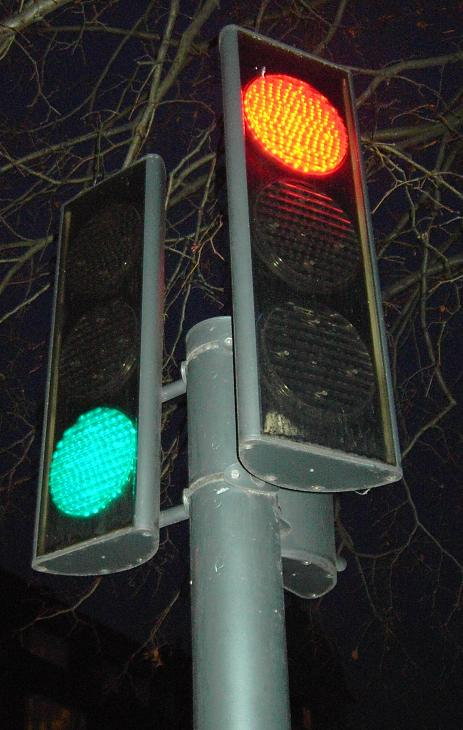
LED-Signale mit klaren LEDs ermöglichen nahezu kein Phantomlicht

## Gegenmaßnahmen
Im Laufe der Zeit wurden verschiedene Maßnahmen entwickelt, um die Entstehung von Phantomlicht zu vermeiden:
- Abschirmblenden schatten das Lichtsignal ab und verhindern das Eintreten des Sonnenlichtes in die Signalkammer.
- Verwendung von Signalleuchten ohne Reflektor in der Signalkammer.
- Einbau eines Lamelleneinsatzes hinter der Scheibe. Das einfallende Sonnenlicht wird von den schwarzen Lamellen absorbiert.
- Verwendung von LED-Signalen, da diese konstruktionsbedingt (nahezu) keine Reflexion ermöglichen.